# Bahnhof Nienburg (Weser)

Der Bahnhof Nienburg (Weser) ist ein Bahnhof in der Stadt Nienburg/Weser in Niedersachsen.

## Geschichte
Im Jahre 1847 erhielt Nienburg seinen Bahnhof, nachdem der in Nienburg ansässige königliche Baurat Bruno Emanuel Quaet-Faslem dafür gesorgt hatte, dass die Bahnstrecke Wunstorf–Bremen über Nienburg und nicht wie zuvor geplant über Rethem geführt wurde.
1910 wurde Nienburg durch die Eröffnung der Bahnstrecke Nienburg–Rahden zum Abzweigbahnhof.
1921 erhielt Nienburg mit der Bahnstrecke nach Minden einen Anschluss an die Bahnstrecke Richtung Ruhrgebiet. Im Jahr darauf endete und begannen auch die Züge der Strecke nach Sulingen in Nienburg.
Das Bahnhofsgebäude wurde in den letzten Kriegstagen des Jahres 1945 zerstört, nachdem ein Fliegerbeschuss einen auf dem Bahnhofsgelände stehenden Munitionszug traf. Das neue Bahnhofsgebäude wurde zwischen 1950 und 1957 teils auf den Überresten der alten Konstruktionen errichtet. Die Strecke nach Sulingen ist seit 1991 nicht mehr befahrbar, auf der Strecke nach Rahden gibt es noch geringen Güterverkehr. Der Personenverkehr auf beiden Strecken endete bereits 1968 und 1969, abgesehen vom Straßenersatzverkehr bei Weserhochwasser zwischen Nienburg und Lemke.

## Allgemeines

Stellwerk Nienburg (Weser)

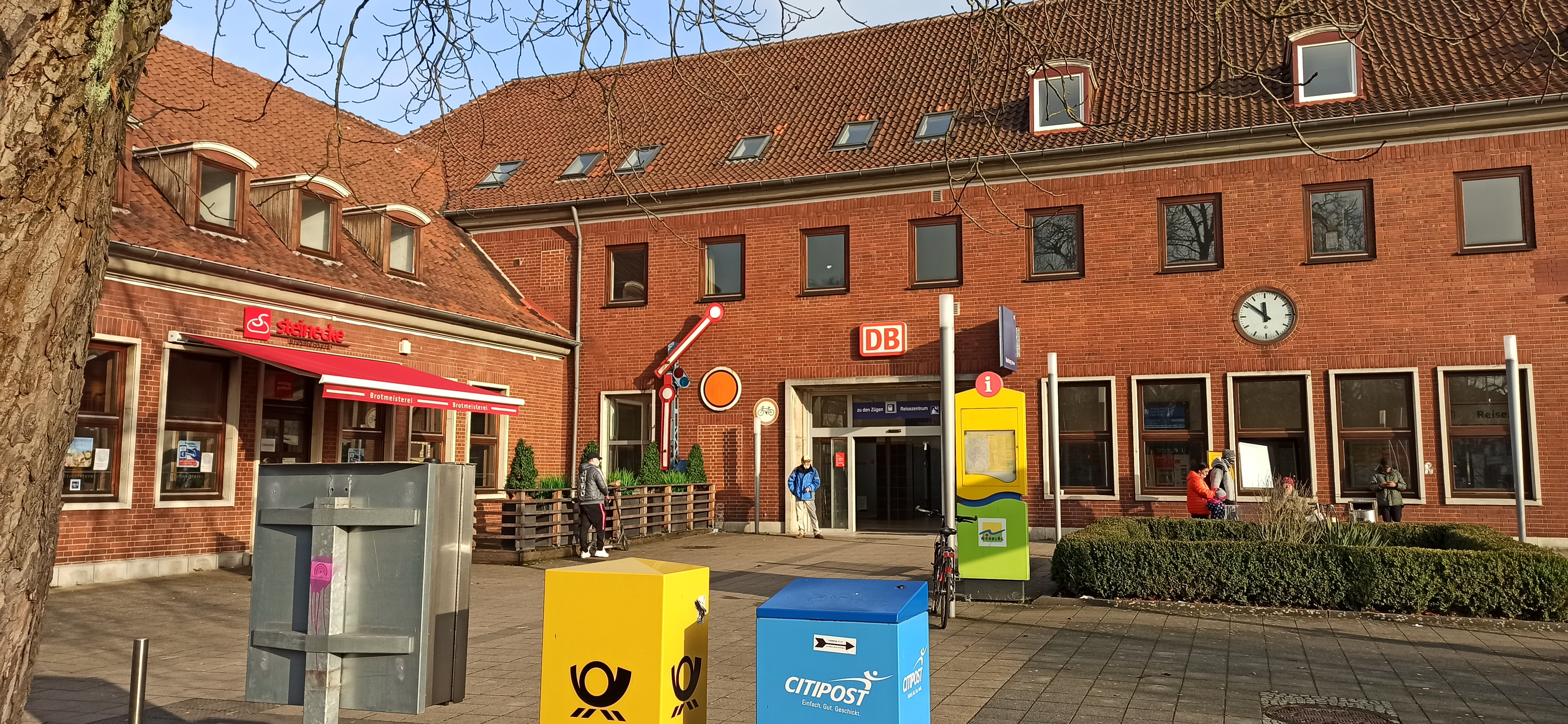
Empfangsgebäude und Bahnhofsvorplatz

Das Empfangsgebäude beherbergt ein Reisezentrum mit Fahrscheinverkauf. Dem Bahnhofsgebäude angeschlossen sind ein Bäcker und ein Friseur im westlichen und ein Kiosk im östlichen Gebäudeteil. 2023 wurde die Empfangshalle saniert. Unter anderem wurden der Bodenbelag erneuert, ein Bodenleitsystem und Sitzmöbel installiert. Kurz nach der Sanierung kam es im Juni 2023 zu einem Feuer, welches eine Sperrung des Haupteingangs zur Folge hatte. Seitdem ist die Haupthalle abseits der vorgegebenen Wege nicht mehr zu betreten.
Ungewöhnlich an der Lage des Bahnhofes ist, dass zwischen Empfangsgebäude und Bahnsteiggleisen zehn Abstell- und Überholgleise liegen.
Der Bahnhof verfügt über drei Mittelbahnsteige mit sechs Gleisen, die durch eine ebenerdige Unterführung erreicht werden, da die Bahnstrecke im Stadtgebiet auf einem Damm verläuft.
Der Bahnhof Nienburg verfügt im nördlichen Bahnhofsbereich über ein Turmstellwerk der Bauart Sp Dr S 60, das 1977 in Betrieb genommen wurde.
Im näheren Bahnhofsumfeld finden sich zwei erhaltene Wassertürme. Der kleinere (ehemals Deutsche Bahn) dient als Bürogebäude einer Medienfirma, im größeren (ehemals städtischer Wasserturm) finden sich mehrere Mietwohnungen.
In unmittelbarer Nähe gibt es im Umfang des Park-and-rail-Konzeptes ein Parkhaus mit 479 Stellplätzen. Auf der Vorder-, sowie auf der Rückseite des Bahnhofs gibt es zudem mehrere Abstellmöglichkeiten für Fahrräder. 2022 wurde zusätzlich eine Sammelschließanlage errichtet.

## Planungen
Im Rahmen des Projekts Alpha-E sind die Anordnung der Wendegleise für die S-Bahn Hannover mittig zwischen den durchgehenden Hauptgleisen sowie ein neues Überholgleis vorgesehen.
Ein im August 2021 veröffentlichter Entwurf für die Infrastrukturliste zum 3. Gutachterentwurfs des Deutschlandtakts enthält aufgrund zugenommener Güterverkehrsprognosen ein Überwerfungsbauwerk für Züge von Minden nach Verden. Dafür sind zum Preisstand von 2015 Kosten von 63 Millionen Euro geplant.

## Verkehrsanbindung

### Personenverkehr

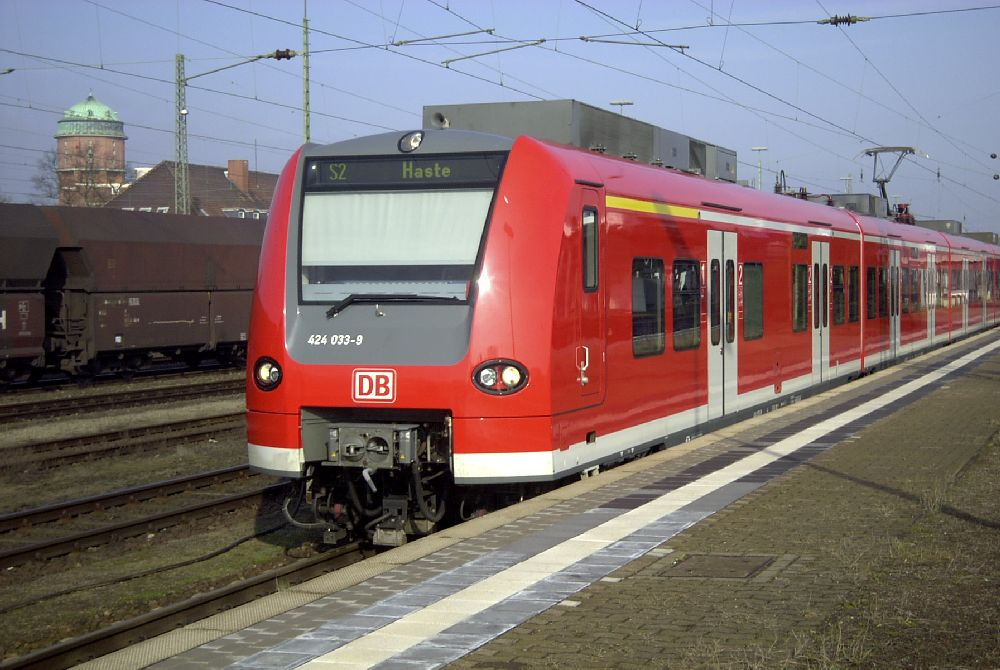
S-Bahn-Zug im Bahnhof Nienburg

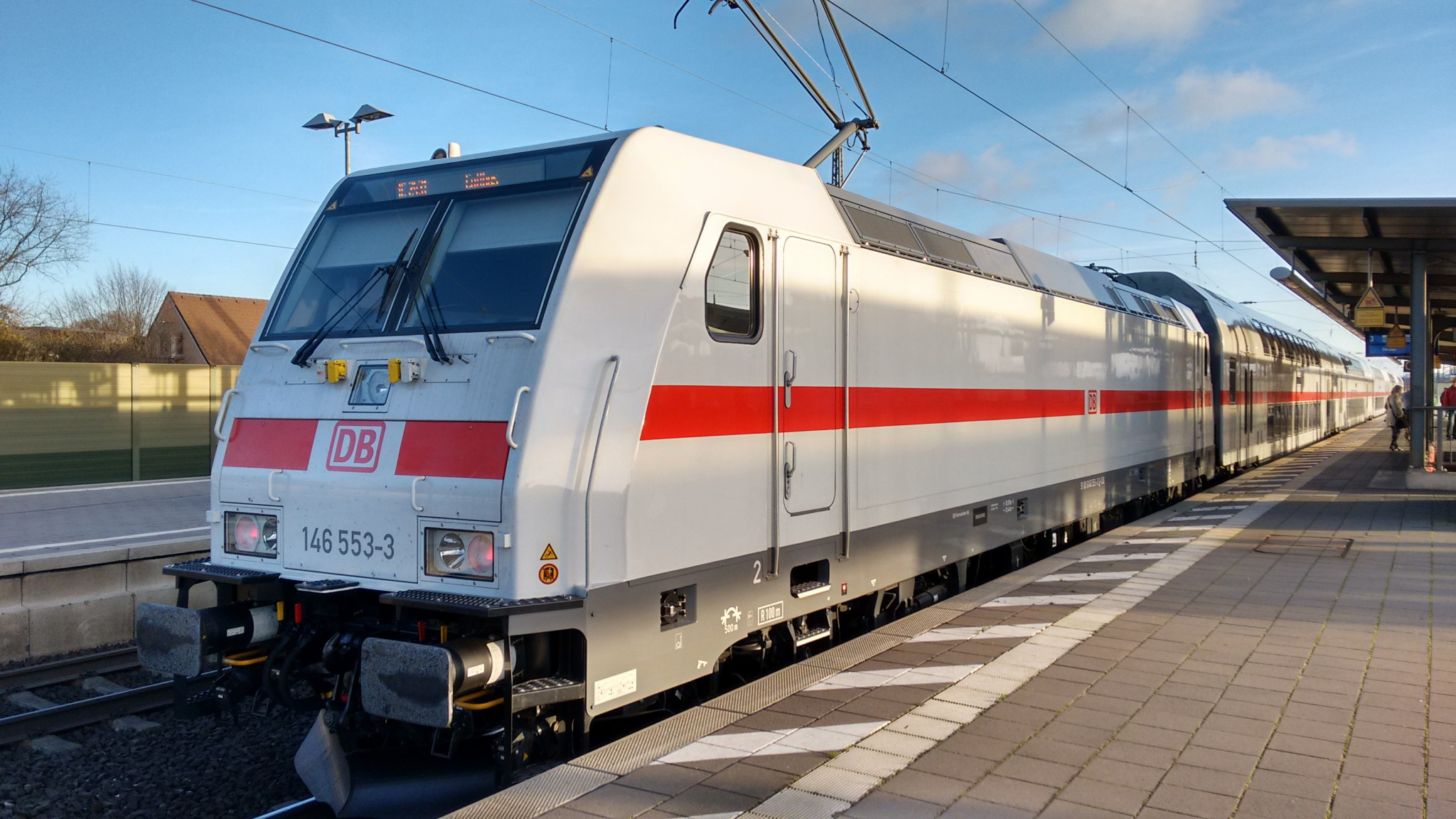
IC Emden Außenhafen – Cottbus in Nienburg (Weser) am ersten Tag des fahrplanmäßigen Betriebs der Intercity-2-Züge

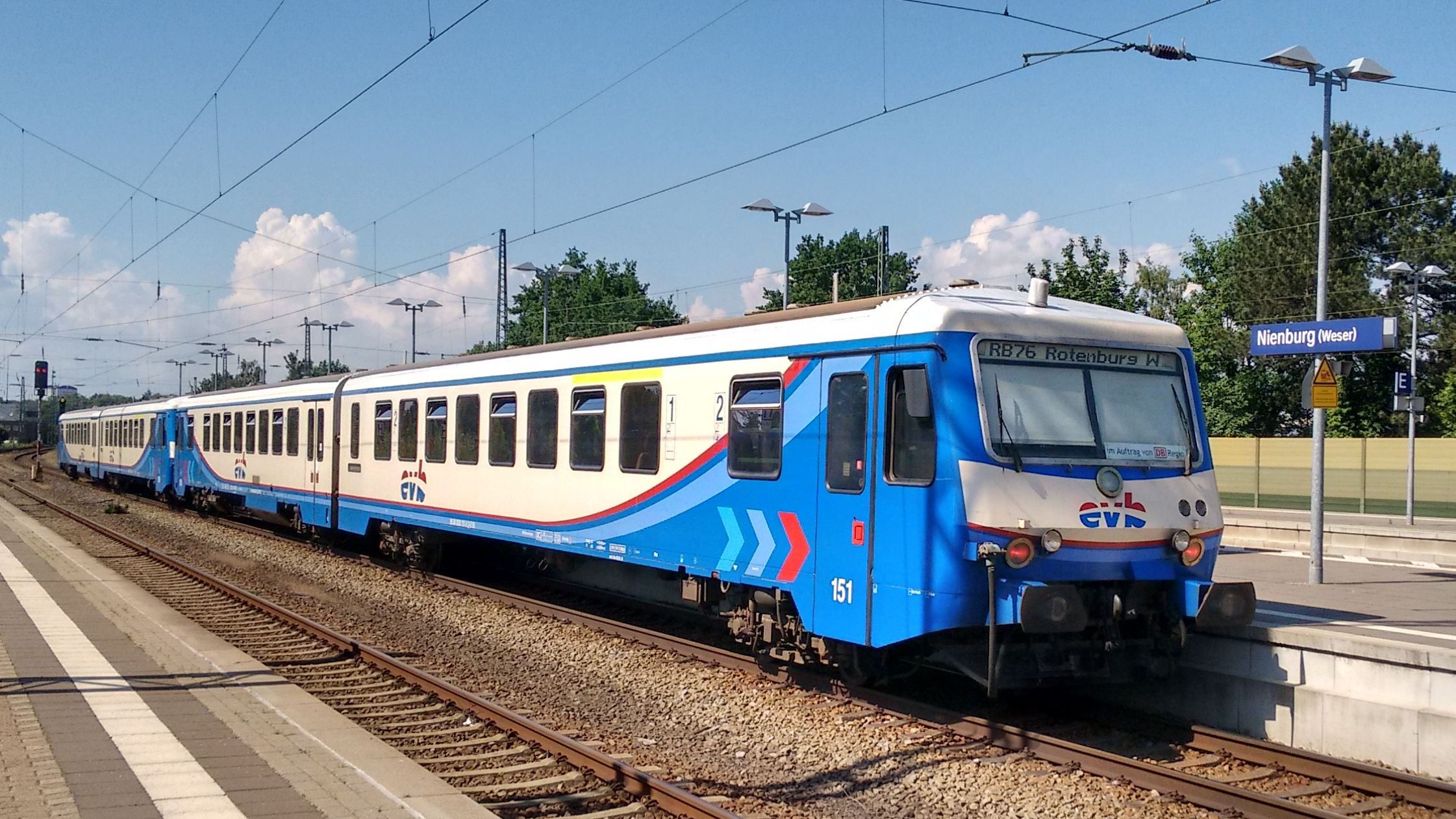
evb-Dieseltriebwagen 151, RB76 Minden (Westfalen) – Rotenburg (Wümme) (Linie seit 2017 eingestellt)

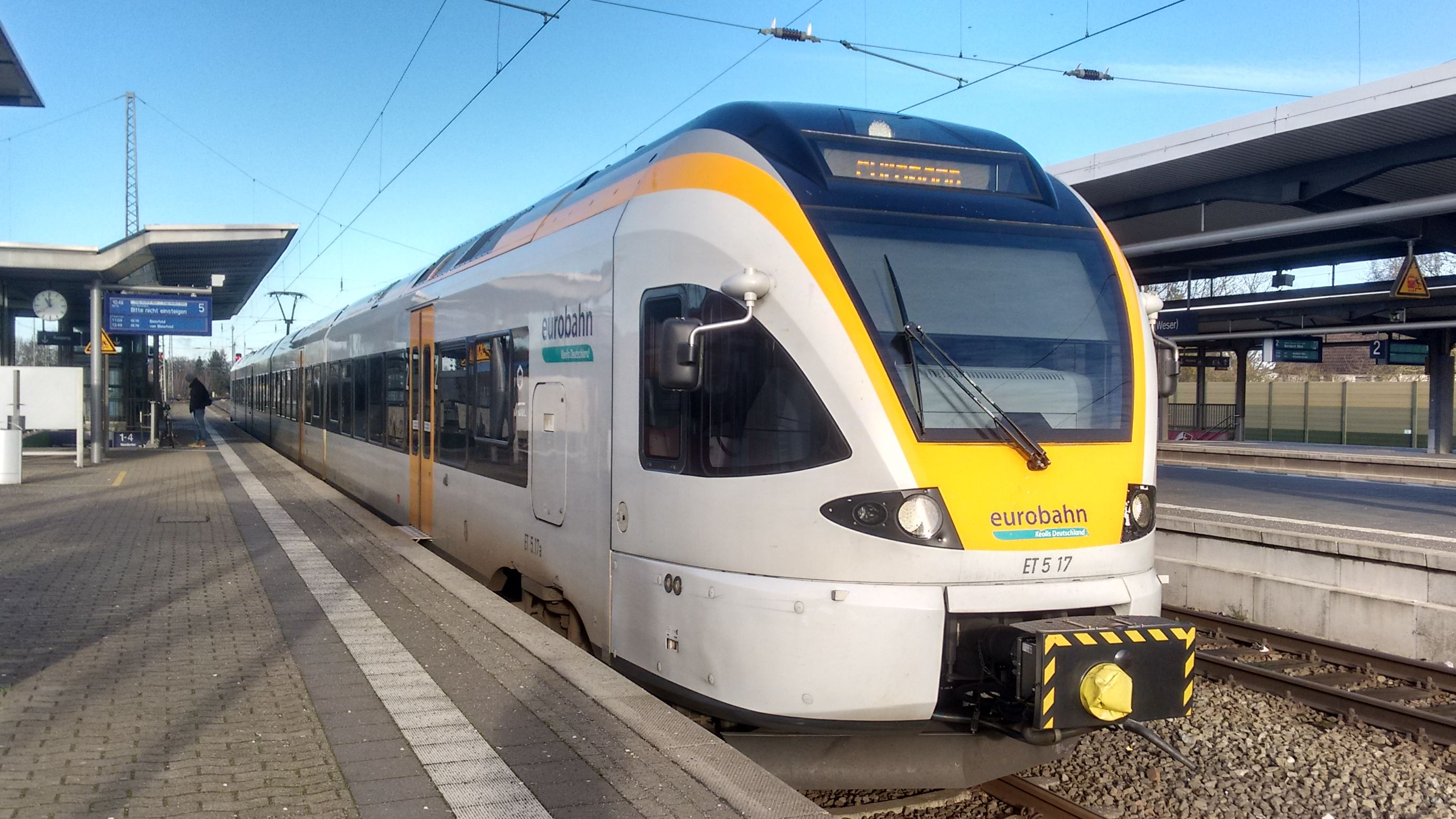
Eurobahn ET 5.17, RE 78 Nienburg (Weser) – Bielefeld

Der Bahnhof Nienburg (Weser) liegt an der Bahnstrecke Wunstorf–Bremen. Von dieser Strecke zweigten hier früher drei Nebenbahnen ab. Die Bahnverbindungen nach Sulingen–Diepholz und nach Uchte–Rahden wurden stillgelegt bzw. weitgehend stillgelegt. Die Porta-Express-Linie RE 78 nach Minden wird durch Regionalzüge im Zwei-Stunden-Takt bedient. Der Bahnhof ist nördlicher Endpunkt der Linie S 2 der S-Bahn Hannover.
Im Fahrplanjahr 2024 halten folgende Linien im Bahnhof Nienburg (Weser):
| Linie                    | Linienverlauf | Takt          | Betreiber         |
| ------------------------ | --- | ------------- | ----------------- |
| ICE 10                   | Berlin Ostbahnhof – Berlin – Stendal – Wolfsburg – Hannover – Nienburg – Bremen – Oldenburg | einzelne Züge | DB Fernverkehr    |
| IC 56                    | Leipzig – Halle – Magdeburg – Hannover – Nienburg – Verden – Bremen – Oldenburg – Emden – Norddeich Mole | 120 min       | DB Fernverkehr    |
| RE 1                     | Norddeich Mole – Norddeich – Norden – Marienhafe – Emden Hbf – Leer (Ostfriesland) – Augustfehn – Westerstede-Ocholt – Bad Zwischenahn – Oldenburg (Oldb) Hbf – Hude – Delmenhorst – Bremen Hbf – Bremen-Mahndorf – Achim – Verden (Aller) – Dörverden – Eystrup – Nienburg/Weser – Neustadt a Rübenberge – Wunstorf – Hannover Hbf Stand: Fahrplanwechsel Dezember 2024 | 120 min       | DB Regio Nord     |
| RE 8                     | Bremerhaven-Lehe – Bremerhaven Hbf – Osterholz-Scharmbeck – Bremen Hbf – Bremen-Mahndorf – Achim – Verden (Aller) – Dörverden – Eystrup – Nienburg/Weser – Neustadt a Rübenberge – Wunstorf – Hannover Hbf Stand: Fahrplanwechsel Dezember 2024 | 120 min       | DB Regio Nord     |
| RE 78                    | Porta-Express: Nienburg (Weser) – Leese-Stolzenau – Petershagen-Lahde – Minden (Westf) – Porta Westfalica – Bad Oeynhausen – Löhne (Westf) – Herford – Bielefeld Hbf Stand: Fahrplanwechsel Dezember 2023 | 120 min       | Eurobahn          |
| S 2                      | Nienburg (Weser) – Linsburg – Hagen (Han) – Eilvese – Neustadt am Rübenberge – Poggenhagen – Wunstorf – Dedensen-Gümmer – Seelze – Letter – Hannover-Leinhausen – Hannover-Nordstadt – Hannover Hbf – Hannover Bismarckstraße – Hannover-Linden/Fischerhof – Hannover-Bornum – Empelde – Ronnenberg – Weetzen – Lemmie – Wennigsen (Deister) – Egestorf (Deister) – Kirchdorf (Deister) – Barsinghausen – Winninghausen – Bantorf – Bad Nenndorf – Haste (Han) Stand: Fahrplanwechsel Juni 2022 | 60 min        | Transdev Hannover |
| Stand: 10. Dezember 2023 | |               |                   |

### Güterverkehr

RBH 904 mit Kesselwagenzug aus Liebenau

Der Bahnhof Nienburg (Weser) dient dem Güterverkehr zum Großteil als Durchfahrtsbahnhof.
Örtliche Übergaben werden in regelmäßigen Zeitabständen zum/vom Tanklager Schäferhof gefahren (Kesselwagen mit Düsenkraftstoff). Vereinzelt und in unregelmäßigen Abständen verkehren Kesselwagenzüge nach/von Liebenau. Es existieren Gleisanschlüsse zum Gewerbegebiet „Industriepark Nord“ sowie zur glasverarbeitenden Industrie.
Die umfangreichen Gleisanlagen auf der Westseite des Bahnhofs werden unterschiedlich genutzt. 2009 z. B. wurden hier Containerzüge der SBB Cargo rangiert und neu zusammengestellt.
2020 entstand auf einem ehemaligen Militärgelände an der Bahnstrecke Nienburg–Minden ein Güterbahnhof, der durch eine private Straßen- und Tiefbaufirma hergerichtet wurde.

### Busverkehr
Auf dem Bahnhofsvorplatz befindet sich der Zentrale Omnibusbahnhof (ZOB). Von hier aus verkehren, von Montag bis Samstag und teilweise auch Sonntag, sechs Regiolinien der Verkehrsgesellschaft Landkreis Nienburg nach Steyerberg (Line 10), Hoya (20, 30), Rodewald / Lichtenhorst (40), Loccum (50) und Uchte (60). Das Stadtgebiet wird von einem Stadtbusnetz mit sechs Linien erschlossen, die nach einem Rendezvous-Konzept verkehren. Die Linien 1, 3 und 5 bedienen den Bahnhof. Die Busse verkehren nur werktags bis ca. 19:00 Uhr, an Sonnabenden endet der Betrieb um ca. 14:30 Uhr.

## H. F. Wiebe

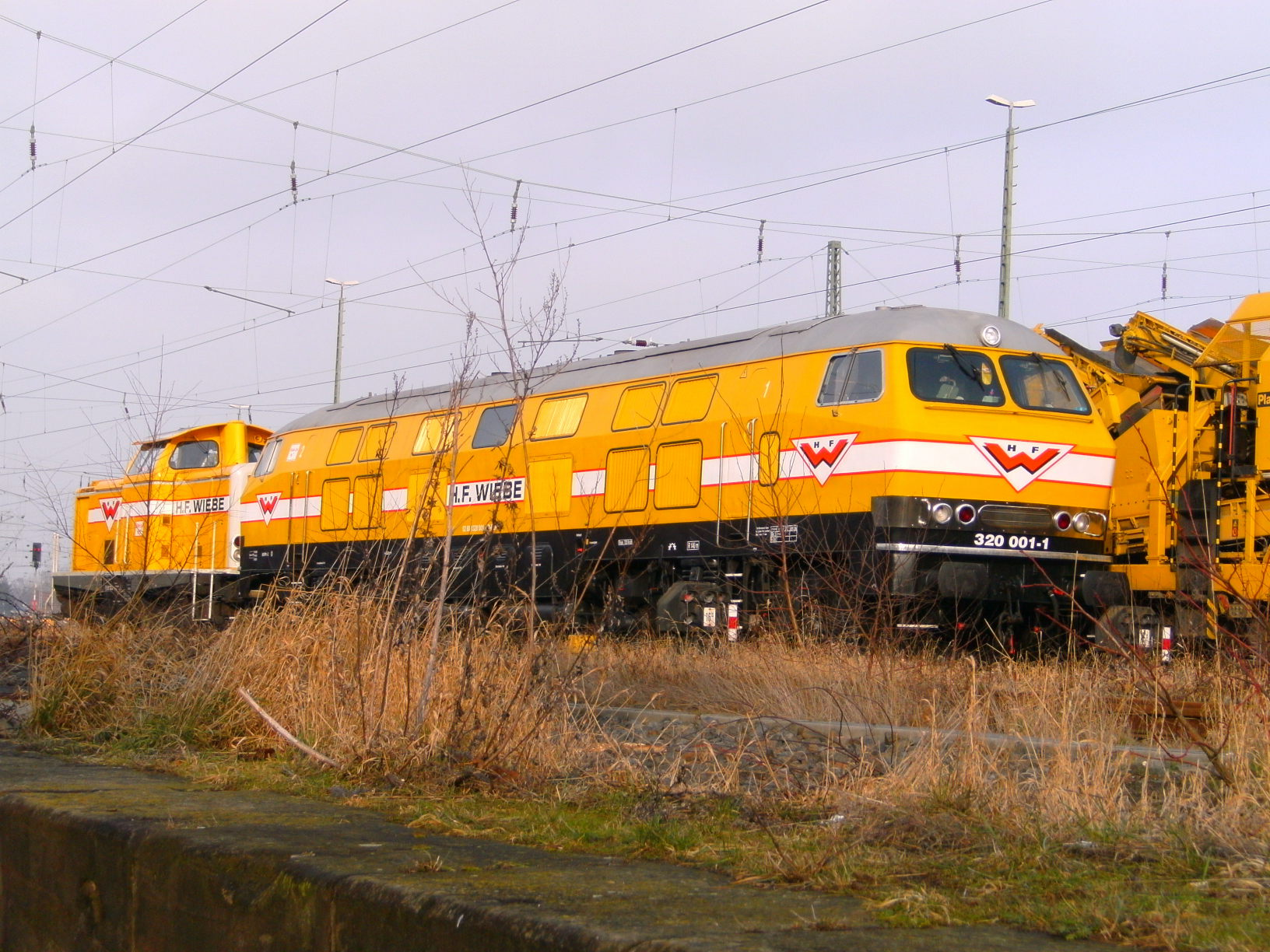
Wiebe Diesellokomotive 320 001 im Bahnhof Nienburg (Weser)

Der südliche Teil des Bahnhofs wird vom erweiterten Betriebsgelände der Gleisbaufirma Wiebe begrenzt. Das Unternehmen mit Sitz in Achim setzt einen Großteil seiner Fahrzeuge von Nienburg aus ein, unter anderem gehörte von 1998 bis 2015 die ehemals größte und stärkste Diesellokomotive der Deutschen Bundesbahn, die 320 001 dazu. Von hier werden schwere Bauzüge zu Zielen in ganz Deutschland gestartet.